# Liscos
Liscos est le vergobret des Éduens en -58, lors de la migration des Helvètes et de l'intervention de César.
Il dénonce (avec Diviciacos) à Jules César l'influence  anti-romaine de Dumnorix sur le peuple Éduen. 

## Source
L'unique source connue est :
- Jules César, La Guerre des Gaules : 1.16-20